# Diapetimorpha dorsator
Diapetimorpha dorsator är en stekelart som beskrevs av Dmitriy R. Kasparyan och Ruiz-cancino 2005. Diapetimorpha dorsator ingår i släktet Diapetimorpha och familjen brokparasitsteklar. Inga underarter finns listade i Catalogue of Life.